# Un adulterio decente (película)
Un adulterio decente es una comedia española dirigida por Rafael Gil y estrenada en 1969 basada en una obra de teatro en tres actos de Enrique Jardiel Poncela.

## Argumento
Federico mantiene una relación con una mujer, Fernanda, a la que cree viuda, pero que le oculta su matrimonio porque piensa que ya está roto. Cuando Federico se apercibe de este engaño, aparece un doctor que le asegura que la infidelidad es una enfermedad que tiene remedio. El doctor Cumberri piensa que es una enfermedad bacteriana y ha montado una clínica donde encierra a cada adúltero o adúltera con su amante, para que la convivencia y el aburrimiento efectúen la cura.

## Reparto
| Intérprete                 | Personaje             |
| -------------------------- | --------------------- |
| Carmen Sevilla             | Fernanda              |
| Fernando Fernán Gómez      | Dr. Leopoldo Cumberri |
| Manolo Gómez Bur           | Melecio               |
| Don Jaime de Mora y Aragón | Eduardo Bernal        |
| Andrés Pajares             | Federico Latorre      |
| José Orjas                 | Eladio                |
| Guadalupe Muñoz Sampedro   | Baruti                |
| Matilde Muñoz Sampedro     | Magdalena             |
| Mary Begoña                | Emiliana Regueiro     |
| Venancio Muro              | Raigoso               |
| María Isbert               | Antonia               |
| Julio Riscal               | Paco                  |
| Rosa Palomar               | Patro                 |
| Manuel Alexandre           | Joaquín Renovales     |
| Erasmo Pascual             | Dr. Fernández         |
| Maribel Hidalgo            | Margarita             |
| Rafael Hernández           | Fermín                |
| Vicente Haro               | Galán                 |
| Mónica Randall             | Pupé                  |
| José Alfayate              | Bartolomé Ortigueira  |
| Eduardo Calvo              | Bartolomé Ortigueira  |
| Rafael de Penagos          | Eduardo Bernal        |
| Joaquín Prat               | Joaquín Prat          |
| Francisco Rabal            | Conserje              |
| Rafael J. Salvia           | Dr. González          |
| José Luis Uribarri         | José Luis Uribarri    |
| Miguel Utrillo             | Doctor 3              |

## ¿Dónde se rodó?
Madrid